# Flavio Castellani
| 25216 Enricobernardi | 10 ottobre 1998 |
| 27094 Salgari        | 25 ottobre 1998 |
| 27095 Girardiwanda   | 25 ottobre 1998 |
| 42775 Bianchini      | 26 ottobre 1998 |

Flavio Castellani (...) è un astronomo italiano.
Il Minor Planet Center gli accredita la scoperta di sei asteroidi, effettuate tra il 1994 e il 1998, tutte in collaborazione con altri astronomi: Plinio Antolini, Ivano Dal Prete e Ulisse Munari. Ha inoltre coscoperto:
- il 4 marzo 2020 una nova, AT2020dzr, in M31 [5]

- il 15 marzo 2020 una nova, AT 2020emi, in M31 [6]

- il 5 novembre 2020 una nova, AT2020yye, in M31 [7]

- il 26 novembre 2020 una nova, AT2020aazg, in M81 [8].